# Nepenthes lamii
Nepenthes lamii Jebb & Cheek, 1997 è una pianta carnivora della famiglia Nepenthaceae, endemica della Nuova Guinea, dove cresce a 1460–3520 m.

## Conservazione
La Lista rossa IUCN classifica Nepenthes lamii come specie a rischio minimo (Least Concern).